# B. Wahlströms ungdomsböcker
B. Wahlströms ungdomsböcker var en serie svenska ungdomsböcker från bokförlaget B. Wahlströms bokförlag. Serien, som karakteriserades av sina gröna eller röda ryggar, började ges ut 1914 av Birger Wahlström. 
Den första boken var Skogslöparen av Gabriel Ferry. Till en början kallades alla böcker för B. Wahlströms ungdomsböcker. De första 25 böckerna i serien var indian- och äventyrsböcker och kostade 1 kr. Nummer 26 från 1919 var den första som vände sig direkt till flickor, "Lilla prinsessan" av Frances Hodgson Burnett. Nr 28, "En yrhätta" av Emmy von Rhoden har undertiteln "En pensionshistoria" för unga flickor. Från och med år 1923 hade ungdomsböckerna gröna ryggar och flickböckerna röda. Sedan 1984 kallade förlaget alla böcker för ungdomsböcker, men de gröna och röda ryggarna bestod tills serien lades ner 2012 med bok nr. 3328. Av de första hundra böckerna var hälften äventyrsböcker, en fjärdedel indianböcker och resten flickböcker.

## Omslagstecknare
De färgsprakande och ofta dramatiska omslagen har spelat stor roll för böckernas attraktion. Några av konstnärerna bakom omslagen är David Ljungdahl, Gustav Lannmark, Bertil Hegland, Heidi Lindgren, Hans Arnold, Lennart Frantzén och Ola Ericson.

## Gröna ryggar

### Populära genrer och författare

#### Indianböcker
Böcker om indianer och trappers var mycket populära, nr 1 var också en indianbok. Edward S. Ellis böcker om Hjortfot, Karl Mays om Winnetou och Old Shatterhand, Rex Dixons om Poco och Jan Nowee om Örnöga. En svensk författare var Albin Widén som skrev om Svarta Höken. Indianböckerna dog ut på 1970-talet. En sentida efterföljare var norrmannen Stig Holmås som skrev Apache-serien på 1980-talet.

#### Äventyr i främmande länder
Under 1930-talet var äventyrsböcker där huvudpersonen utkämpar en kamp i exotiska länder (ibland i forntiden) den allra populäraste pojkboken. Självklart ansågs den västerländska civilisationen mest högtstående och andra folk skildras som primitiva. Men under 1950-talet när det blev vanligare med resor i verkligheten dalade reseäventyrsböckerna. Populära författare i genren var Axel Kerfve, Radscha (pseudonym för Ivan T. Aminoff), Roy Rockwood (kollektiv pseudonym inom Stratemeyersyndikatet), Bertil Cleve och Gustaf Bolinder. Även Ester Bolinder skrev böcker om ungdomars äventyr i exotiska länder, men de utkom med röda ryggar.

#### Mysterieböcker
Mysterieböcker, där ett gäng pojkar agerar detektiver och löser mysterier utan hjälp av de vuxna, var mycket populära. De första, The Hardy Boys initierades av Edward Stratemeyer. 1926 skrev han till sin förläggare om en idé om en detektivserie för pojkar med Joe och Frank Hardy som hjältar. Leslie McFarlane fick uppdraget att skriva de första under pseudonymen F.W. Dixon. Serien kallades i Sverige Bröderna Hardy. En annan populär amerikansk mysterieserie var Tre deckare.
Enid Blytons Hemliga Sjuan var en populär engelsk serie, där det dock var barn av båda könen som löste mysterier. Eftersom Blytons böcker oftast handlade om både pojkar och flickor gav B. Wahlströms ut vissa av hennes serier med gröna ryggar och vissa med röda ryggar.
En mycket populär svensk serie var Tvillingdeckarna, skrivna av Sivar Ahlrud (gemensam pseudonym för Sid Roland Rommerud och Ivar Ahlstedt). En mer socialrealistisk deckarserie var den om Hondagänget av Ulf Nilsson. En annan progressiv författare var Stig Malmberg, vars böcker om Knatten ibland hade vissa deckarinslag.
Serien om Dojjorna av Börje Isakson kan ses som en modern variant av Tvillingdeckarna. Bengt Linders Danteserie var också populär även om kritikerna inte gillade hans speciella jargong.

#### Krigsäventyr och flyghjältar
Många böcker handlade tidigare om militära äventyr. De mest populära inom denna genre var W.E. Johns böcker om det brittiska flygarässet Biggles.
Svenska författare om flygare var Bertil Cleve, Gösta Högelin och Sven Wernström.

## Röda ryggar

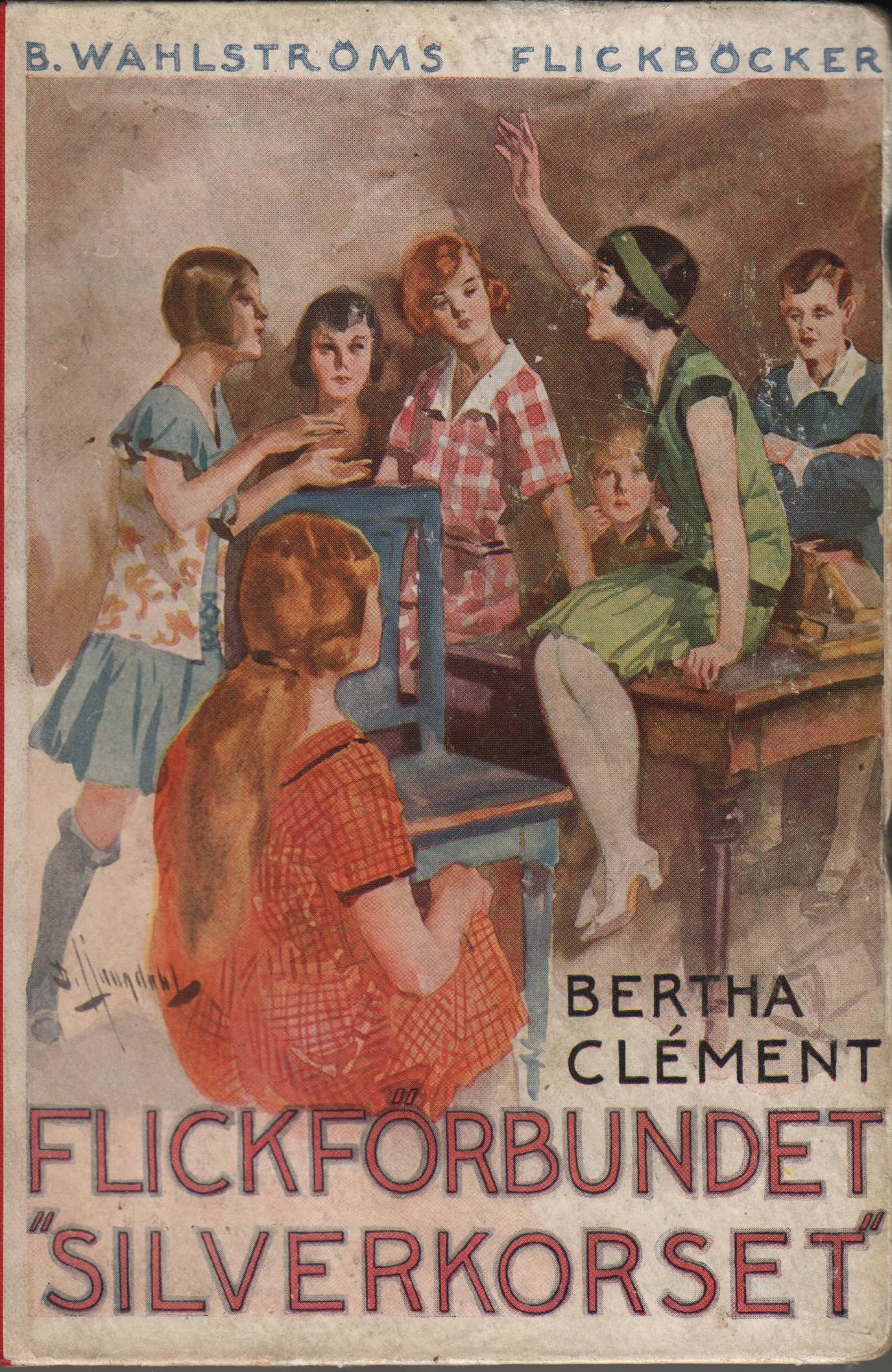
Nummer 97, "Flickförbundet ’Silverkorset’" av Bertha Clément. Omslag av David Ljungdahl.

### Populära genrer och författare

#### Skolhistorier
Den allra första flickboken, En liten prinsessa, utspelar sig på internatskola. Andra var Katy i skolan av Susan Coolidge, Ålsätra flickpension av Sigrid Adams-Klingberg och Kickiböckerna av Enid Blyton. Givetvis spelar skolan och klasskamraterna också stor roll i de många "vardagshistoriska" böckerna.

#### Vardag och familj
En berömd långserie är de 29 Sprakfåleböckerna av Lisa Eurén-Berner. En senare populär serie är den om Lotta av Merri Vik. I dessa serier åldrades huvudpersonen, det vanliga är annars att huvudpersonerna ständigt är lika gamla i alla böcker i serien. Gerda Ghobé skrev sju böcker om Anne Vildkatt. Gunvor Gränström skrev om Pyttan och sedan om hennes dotter Lill-Pyttan.
Andra populära flickboksförfattare var Lisa Högelin, Maja Jäderin-Hagfors, Gunvor Fossum och Christina Söderling-Brydolf. Senare långserieböcker är böckerna om Tina och Fia av Ritta Jacobsson, Tvillingarna av Francine Pascal och Tjejligan av Janet Quin-Harkin.

#### Hästböcker
Huvudartikel: Hästbok
Hästböcker är fortfarande mycket populära. Anna-Lisa Almqvist skrev en serie om Annika och dessutom andra hästböcker. Marie Louise Rudolfsson skrev om Maria och Prinsen, Sven Martinson om Lotte, Eva Berggren om Pia och Thea Oljelund om Pirkko. Bonnie Bryant skrev serien Stallkompisar. Den engelska författaren Judith Berrisford skrev om Susan och Skipper. Tre systrar, Christina, Diana och Josephine Pullein-Thompson skrev alla hästböcker. En sentida svensk hästboksförfattare är Pia Hagmar som skriver om Klara.

#### Mysterieböcker
Flest mysterieböcker har Carolyn Keene (pseudonym för kollektivet Stratemeyersyndikatet) skrivit om Kitty Drew och Mary och Lou. Andra amerikanska mysterieserier med flickor som detektiver är Betty-böckerna av Margaret Sutton,  Peggy-böckerna av H.J. Temple och Vicki Barr-böckerna av Helen Wells och Julie Tatham. Att serien om Festliga Franssons av Jerry West försågs med röda ryggar beror troligen på att den handlar om en familj med barn av båda könen, inte bara om pojkar.
Svenska mysterieförfattare var Ruth Hall (pseudonym för Eva Berlin), som skrev fyra böcker om Monika och Peter, och Rebecka Roos (pseudonym för Thea Oljelund), som skrev om Toni. Den engelska författaren Fiona Kelly skriver mysterieböcker om Deckargänget i Blytons efterföljd. Liksom för Francine Pascal och Carolyn Keene verkar Fiona Kelly vara en pseudonym för olika "spökskrivare".

#### Yrkesböcker
Förr i tiden var serier om flickor som utbildade sig till och arbetade som sjuksköterskor mycket populära. Svenska Inger Bergå (pseudonym för Uno Modin) skrev om syster Lillemor, amerikanska Helen D. Boylston skrev om syster Ann Barton och brittiska Constance M. White om syster Git.
Journalist var ett annat drömyrke, t.ex. i Ullaböckerna av Sonja Berg (pseudonym för Stig Malmberg och Sven Wernström) och Sally-böckerna av Sylvia Edwards. Ett tredje drömyrke var flygvärdinna, som i Vicki Barr-böckerna av Helen Wells och Julie Tatham samt Malin-böckerna av Marjorie Blyth (en annan pseudonym för Uno Modin).

## Andra serier
B. Wahlströms har givit ut ungdomsböcker också i andra serier, såsom Lejon-serien, B. Wahlströms Poppis-böcker och B. Wahlströms ungdomspocket; inte sällan har samma bok givits ut i såväl serien B. Wahlströms ungdomsböcker som i någon av dessa serier.

## Barnböcker
Under nästan fyrtio år gav förlaget även ut serien B. Wahlströms barnböcker för yngre barn; dessa hade en egen numrering. Bok nummer 1, Kalle Markatta av Gustaf Lindwall, utkom 1944 och den sista boken i serien, Det förtrollade paraplyet av Edda Bars utkom 1983 - denna hade nummer 555, men antalet böcker i serien var bara 441; många av böckerna hade nämligen dubbelnummer.  Till långkörarna inom denna serie hörde Ebba Edskogs böcker om dockan Skratt-Maja (25 delar), Ester Ringnér-Lundgrens böcker om trollen Kvirre och Hoppsan (21 delar) och Ingrid Bredbergs böcker om Kajsa (20 delar) - men ingen av dem slog Lars Nicklassons böcker om Systrarna P, som utkom i inte mindre än 31 delar mellan 1968 och 1983. De flesta av böckerna inom denna serie var av svenska författare; till undantagen hörde bl.a. några av Enid Blytons böcker (Cirkus Galliano m.fl.) och den enda svenska översättningen av comtesse de Ségurs klassiska, moraliserande barnbok Sophie, lilla olycksfågel. Johanna Spyris klassiska böcker om Heidi utkom i serien B. Wahlströms barnböcker 1964-65 efter att nära trettio år tidigare, i en annan översättning, utkommit som B. Wahlströms flickböcker (se ovan).
Många av böckerna handlade på ett eller annat sätt om djur.
B. Wahlströms gav även ut böcker för mindre barn i Teddy-serien; lättlästa böcker som har använts som bredvidläsning i skolorna. Det kom ut 76 böcker i denna serie; nummer 1, Sampo Lappelill av Zacharias Topelius kom ut 1960 och nummer 76, Peter och alla hans djur av Dora Saint, kom ut 1976. Nära en tredjedel av serien (24 böcker) utgjordes av Ester Ringnér-Lundgrens böcker om trollungarna Trulsa och Pysseliten.

## Övrig historik
I mitten av 1940-talet erbjöds förlaget Pippi Långstrump av en då okänd Astrid Lindgren. Wahlströms tackade – liksom Bonniers – nej.[källa behövs]